# Frances Buss

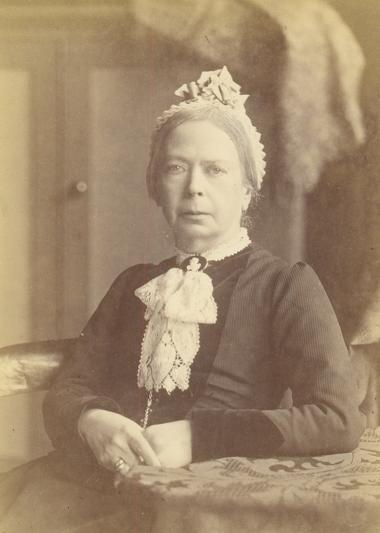
Frances Mary Buss

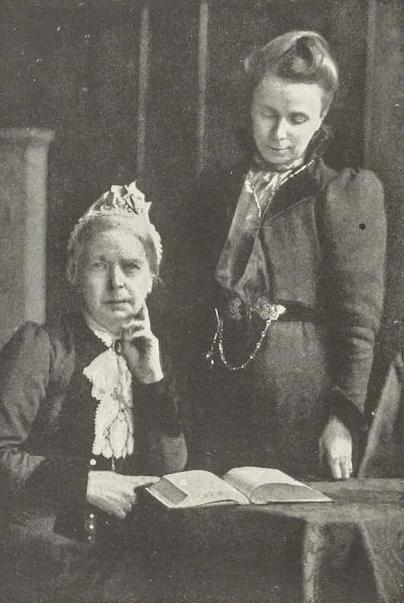
Frances Mary Buss und Sophie Bryant.Foto um 1900 aus dem Jubiläumsbericht der Frances Mary Buss Schools

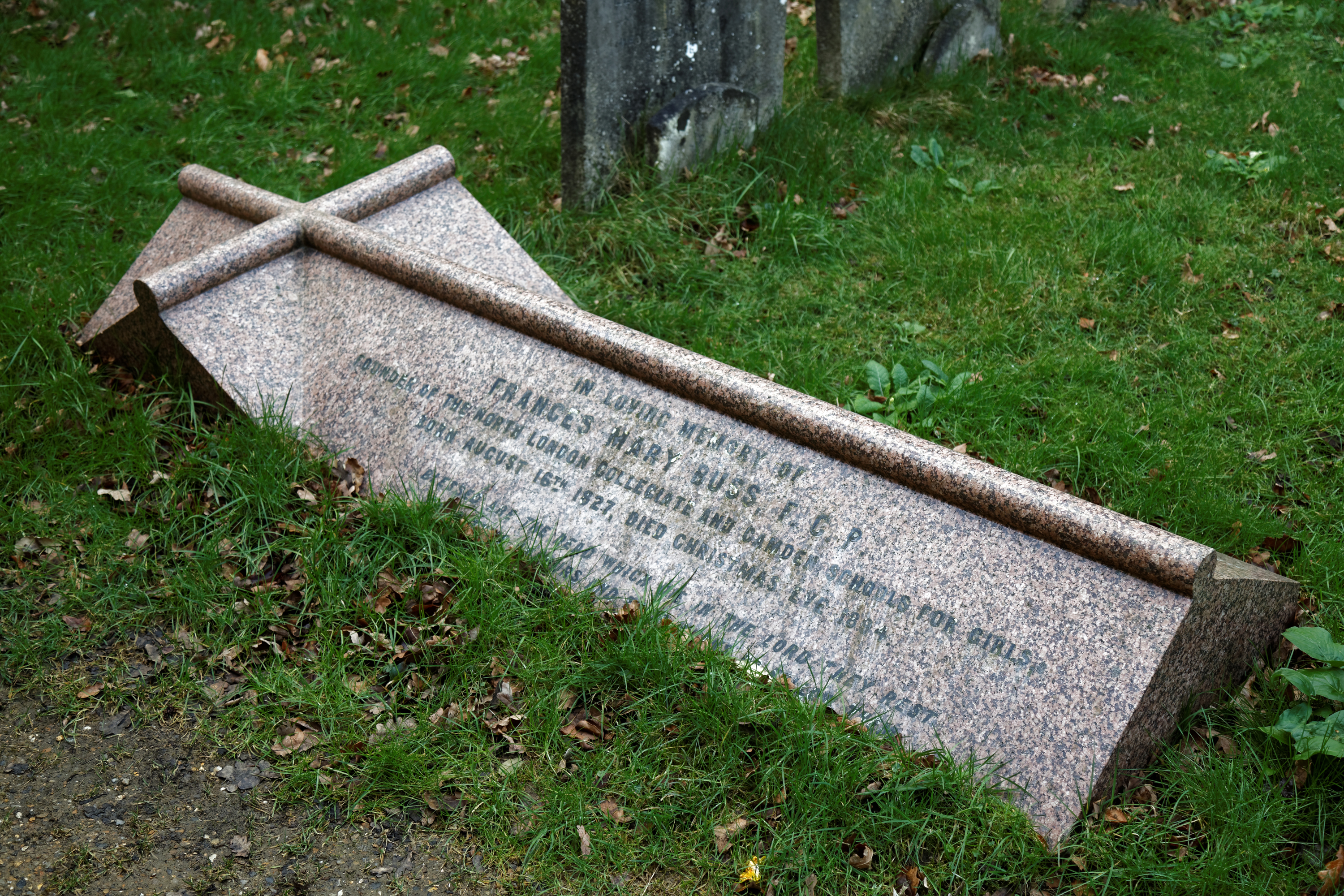
Das Grab von Frances Mary Buss auf dem Kirchhof nördlich der St. Mary’s Virgin’s Church auf dem Piercing Hill in Theydon Bois, Essex, England

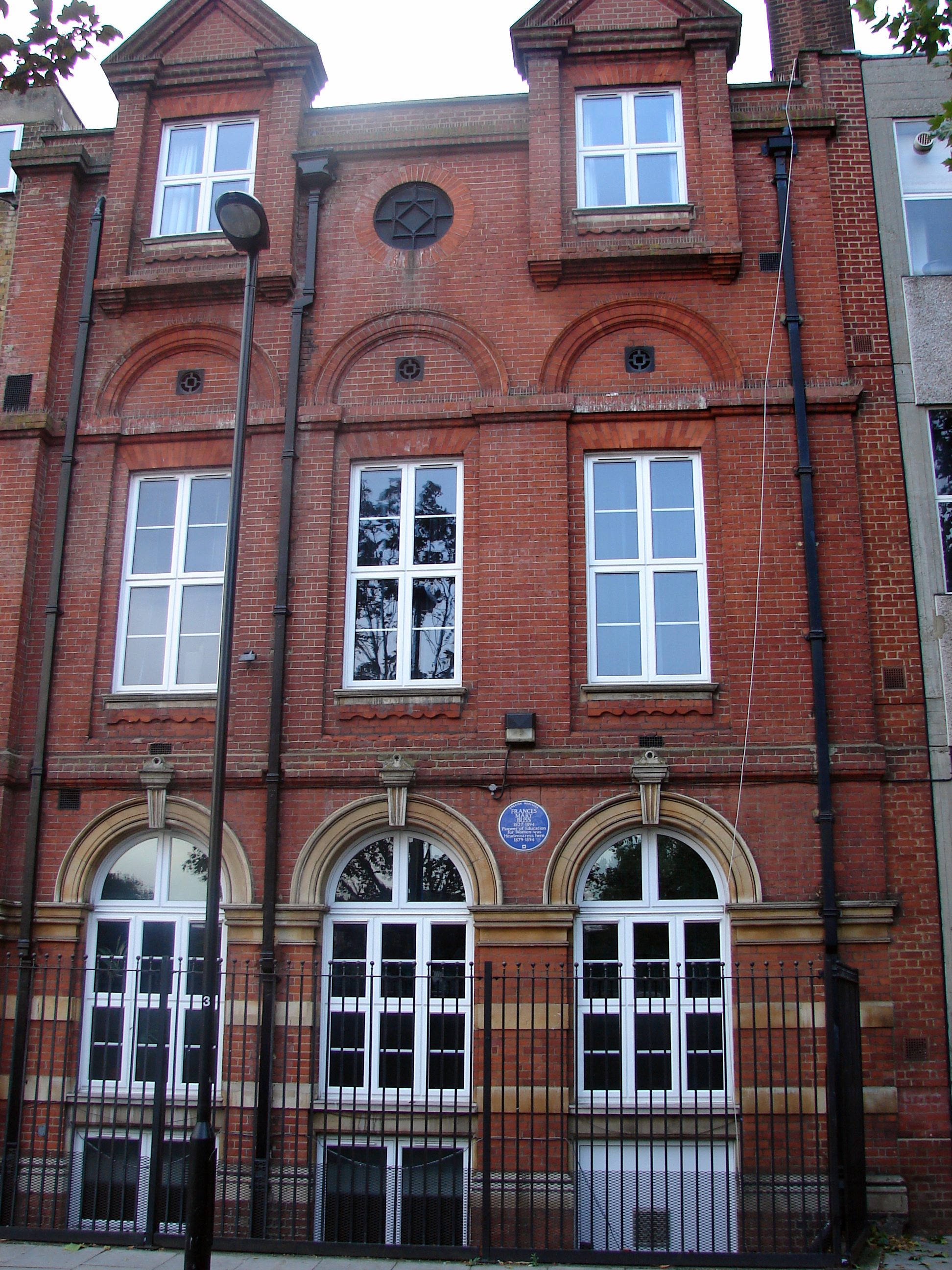
Camden School for Girls, 2015

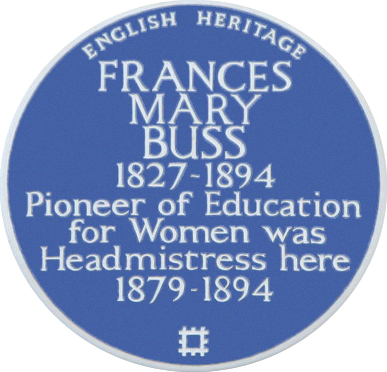
Blaue Plakette von Frances Mary Buss an dem Schulstandort

Frances Mary Buss (* 16. August 1827 in London, Vereinigtes Königreich Großbritannien und Irland; † 24. Dezember 1894 ebenda) war eine englische Pädagogin und Schulleiterin.

## Leben und Werk
Buss war das ältestes von sechs die Kindheit überlebender zehn Kinder des Malers und Radierers Robert William Buss und seiner Frau Frances Fleetwood. Im Alter von zehn Jahren besuchte sie eine weiterführende Schule in Hampstead, mit vierzehn Jahren unterrichtete sie dort selbst und mit sechzehn Jahren war sie manchmal allein für die Schule verantwortlich. Um die Familienfinanzierung zu unterstützen, gründete ihre Mutter 1845 eine Privatschule. Buss assistierte ihrer Mutter beim Unterricht in der Schule, die auf den Ideen von Pestalozzi beruhte. Von 1848 bis 1849 besuchte Buss Abendvorträge an dem neu eröffneten Queen’s College in London. Sie wurde von dem Theologen Frederick Denison Maurice, Charles Kingsley und Richard Chenevix Trench unterrichtet und erhielt Zertifikate in Französisch, Deutsch und Geographie. Sie war stark beeindruckt von den Ideen und den Anliegen von David Laing (1800–1860), einem der Gründer des Colleges und Sekretär der School Mistresses and Governesses’ Benevolent Institution. Die Armut vieler Gouvernanten machte ihn auf die Notlage von Frauen aus der Mittelschicht aufmerksam, die auf den Arbeitsmarkt gezwungen wurden. Er wollte Bildung und Zertifizierung anbieten, damit diese Frauen sich als Lehrerinnen qualifizieren können. Buss’ eigene Erfahrung kontinuierlich ihren Lebensunterhalt als Lehrerin verdienen zu müssen, um ihre Familie zu unterstützen, verlieh Laings Zielen für sie eine unmittelbare Bedeutung.
Die Buss-Schule wurde in North London Collegiate School for Ladies umbenannt und zog 1850 mit Buss als Schulleiterin aus räumlichen Gründen in die Camden Street um. Buss war mit anfangs 35 Schülerinnen über vierzig Jahre lang die Schulleiterin. Die Schule bildete anfangs hauptsächlich Mädchen aus, die Gouvernante werden wollten. Im Gegensatz zu der zeitgenössischen Schulleiterin Dorothea Beale, mit der sie oft in Verbindung gebracht wurde, schloss sie die Töchter von Handwerkern nicht aus. Bei Gouverneursversammlungen verwies sie regelmäßig die vielfältigen sozialen Hintergründe, aus denen ihre Schüler stammten. Ihre konfessionelle Politik war ähnlich umfassend: Nicht-Anglikaner wurden zugelassen und eine Klausel ermöglichte es den Eltern, ihre Kinder nicht am Religionsunterricht teilnehmen zu lassen.
1864 erschien sie vor der Schools Inquiry Commission, um die Notwendigkeit von weiterführenden Schulen für Mädchen zu bezeugen. Bis 1865 hatte die Schule 200 Schülerinnen, wurde aber immer noch als privates Familienunternehmen geführt. Ihr Vater und ihr Bruder Septimus Buss unterrichteten Kunst und Schrift. Ein Merkmal des North London Collegiate war die Organisation von Vorlesungen außerhalb des normalen Lehrplans, insbesondere eine Reihe zur politischen Ökonomie von Professor William Ballantyne Hodgson. Im Juli 1870 übergab Buss die Schule an Treuhänder und im folgenden Jahr wurde als zweite Schule die Camden School mit niedrigeren Schulgebühren gegründet, um insbesondere Mädchen aus Familien der unteren Mittelklasse zu versorgen. Als sie sich für eine zusätzliche Schule aussprach, argumentierte sie damit, dass immer mehr Mädchen im Laufe ihres Erwachsenwerdens ebenso Ernährer werden müssen wie Jungen. Die tolerante Haltung der Schule wurde auf katholische Schüler ausgedehnt, in einer Zeit, in der die Rivalität zwischen den Konfessionen noch stark war. Es war die erste anglikanische Schule, die die jüdische Einhaltung respektierte und ein jamaikanisches Mädchen zu ihren Schülern zählte.
Ihre Bemühungen öffentlich Mädchenschulen einzurichten waren durch Geldmangel eingeschränkt. Zu einer Zeit, als Jungenschulen starke finanzielle Unterstützung erhielten, konnte sie nur 47 Pfund sammeln. Ihre Kampagne zur Sicherung einer Stiftung für die beiden Schulen wurde von den Schulbeauftragten unterstützt und sie erhielten Gelder von der Worshipful Company of Brewers. 1875 wurde ein Plan zur Verwaltung der Schulen nach dem Endowed Schools Act von den Wohltätigkeitskommissaren festgelegt und im folgenden Jahr wurde eine erfolgreiche Inspektion von der Universität London durchgeführt. Als erste öffentliche Tagesschule für Mädchen war die North London Collegiate School ein Modell für die Schulen, die von der 1872 gegründeten Girls 'Public Day School Company gegründet wurden und neue Schulleiterinnen an den Schulen des Unternehmens wurden zu Buss geschickt, um ihre Methoden zu beobachten.

## Lehrerausbildung
Buss erlangte schnell den Ruf einer der führenden Autoritäten für Mädchenbildung. 1869 wurde sie die erste weibliche Stipendiatin des College of Preceptors und half 1872 beim Aufbau der Professur für Wissenschaft und Kunst der Pädagogik. Ihre Wahl für ein Stipendium des Colleges 1873 war die einzige öffentliche Anerkennung, die sie jemals zu Lebzeiten erhielt. Sie war auch Mitglied des Rates der Lehrerausbildungs- und Registrierungsgesellschaft. Anstatt eine Ausbildungsabteilung an ihrer Schule einzurichten, förderte sie separate Ausbildungseinrichtungen, darunter das Maria Gray Training College und das Cambridge Training College. An ihrer eigenen Schule ernannte sie nur Mitarbeiter, die in Theorie und Praxis der Bildung geschult waren.
1866 war sie eines der Gründungsmitglieder der London Association of Schoolmistresses. Mit Dorothea Beale gründete sie die Association of Head Mistresses, die sich 1874 zum ersten Mal in ihrem Haus traf, um Konferenzen abzuhalten. Sie war von 1874 bis 1894 deren Präsidentin. Sie nahm oft jüngere Mitarbeiter mit auf ihre Reisen nach Italien und nach Schweden, wo sie 1871 das Schulsystem studierte. Ihre Ideen legten den Grundstein für die Mädchenerziehung in England und wurden von einer ganzen Generation von Schulleiterinnen aufgenommen, von denen sie viele unterrichtet hatte.

## Mädchenbildung
Buss sah wettbewerbsfähige externe Prüfungen als die beste Vorbereitung ihrer Schülerinnen auf das Berufsleben an und bestand darauf, dass Mädchen nach dem gleichen Standard wie Jungen antreten sollten. 1863 wurden die örtlichen Prüfungen in Cambridge für Mädchen geöffnet und 25 der dreiundachtzig teilnehmenden Kandidatinnen waren Schülerinnen von ihr. Sie achtete auf eine gute Mathematikausbildung und bildete die Mathematikerin Sophie Bryant als ihre Nachfolgerin als Schulleiterin aus. Viele ihrer ehemaligen Schülerinnen studierten an den in Cambridge gegründeten Frauenhochschulen. Clara Collet war die erste ehemalige Schülerin des North London Collegiate, die 1880 einen Bachelor-Abschluss erhielt. Lilian Lindsay wurde 1895 die erste qualifizierte Zahnärztin. Agnes Robertson wurde Fellow der Royal Society. Die Sozialarbeiterin Theodora Morton und die Geburtenkontrolle-Aktivistin Marie Stopes waren beide ehemalige Schülerinnen der Schule.

## Reformbewegungen
Als Schulleiterin beobachtete sie die Entwicklung von Beschäftigungsmöglichkeiten für Frauen und war ein starker Befürworter des allgemeinen Wahlrechts. 1865 gründete sie zusammen mit Emily Davies, Elizabeth Garrett Anderson, Barbara Leigh Smith Bodichon, Helen Taylor und Dorothea Beale die Kensington Society Diskussionsgruppe für Frauen. Im folgenden Jahr bildete die Gruppe das Londoner Wahlrechtskomitee und begann mit der Organisation einer Petition, in der das Parlament gebeten wurde, Frauen die Stimme zu erteilen. 1867 gründete sie mit Frances Power Cobbe, Lydia Becker, Millicent Fawcett, Barbara Bodichon, Jessie Boucherett, Emily Davies, Helen Taylor, Dorothea Beale, Anne Clough, Lilias Ashworth Hallett, Louisa Smith, Alice Westlake, Katherine Hare, Harriet Cook, Elizabeth Garrett Anderson, Priscilla Bright McLaren und Margaret Bright Lucas die London Society for Women’s Suffrage. Sie gehörte der Central National Society for Women’s Suffrage an und sah einen Zusammenhang zwischen den Schwierigkeiten bei der Sicherstellung zufriedenstellender Bildungschancen für Frauen und ihrem Ausschluss aus dem parlamentarischen Wahlrecht. Sie arbeitete auch eng mit Josephine Butler zusammen und half ihr bei Kampagnen gegen den Handel mit weißen Sklaven und dem Gesetz über ansteckende Krankheiten. Sie war Gouverneurin der London School of Medicine for Women. 1880 begann sie an einer schwächenden Nierenerkrankung zu leiden, trotzdem führte sie die North London Collegiate School bis zu ihrem Tod am 24. Dezember 1894 weiter.